# Джамоат імені Мірзоалі Вайсова
Джамоат імені Мірзоалі́ Ва́йсова (тадж. Ҷамоати ба номи Мирзоалӣ Вайсов) — джамоат у складі Восейського району Хатлонської області Таджикистану.
Адміністративний центр — село Кадучі.
До 4 жовтня 2011 року джамоат називався Пахтаободський.
Населення — 28277 осіб (2010; 28110 в 2009).
До складу джамоату входять 9 сіл:
| Населений пункт       | Стара назва      | Населення, осіб (2009) | Населення, осіб (2010) |
| --------------------- | ---------------- | ---------------------- | ---------------------- |
| Бахорістон            | Бахорістан       | 1290                   | 1275                   |
| Галлазор              | Гульазор         | 705                    | 712                    |
| Заркорон              | Бешарик          | 4405                   | 4516                   |
| імені Хоміда Баротова | ім. Кірова       | 2052                   | 2037                   |
| Кадучі                | Кадучі           | 9925                   | 9961                   |
| Кайнар                | Кайнар           | 3120                   | 3138                   |
| Навкорам              | -                | 930                    | 905                    |
| Ходжа-Галтона         | ім. Орджонікідзе | 1668                   | 1699                   |
| Чорбог                | Імомалі          | 4015                   | 4034                   |